# Massacre de Moiwana
O Massacre de Moiwana foi um massacre perpetrado pelas forças armadas do Suriname na aldeia maroon de Moiwana em 29 de novembro de 1986.
O massacre de Moiwana constitui o pior episódio da Guerra Civil do Suriname entre o exército nacional liderado por Dési Bouterse e o Jungle Commando liderado por Ronnie Brunswijk. Nunca antes houve tantas baixas civis no conflito.

## Massacre
As tropas de Bouterse foram informadas de que o líder rebelde Ronnie Brunswijk estava em sua aldeia natal. Mas quando os militares não conseguiram encontrar Brunswijk e nenhum dos aldeões soube ou não quis dizer onde ele estava, os soldados começaram a matar a tiros eles, pelo menos 39 aldeões inocentes foram mortos, a maioria mulheres e crianças. Muitas casas da aldeia (incluindo a de Brunswijk) também foram incendiadas.
Após o massacre, milhares de maroons partiram do Suriname para a vizinha Guiana Francesa. Para fazer face a este afluxo maciço de refugiados, as autoridades francesas montaram vários campos ao longo da fronteira, onde os refugiados viveram até ao início da década de 1990.